# مریلین لیما
مریلین لیما (به فرانسوی: Marilyn Lima) یک هنرپیشه زن فرانسوی است. از آثار برجسته او می‌توان به فیلم‌های یک داستان عاشقانه مدرن (۲۰۱۵)، پری دریایی در پاریس (۲۰۲۰) و سنتینل (۲۰۲۱) اشاره کرد.